# Chetna Pandya
Chetna Pandya   (Brent, 19 d'agost de 1981) és una actriu anglesa coneguda pel rol de Joyce a la sèrie còmica de Channel 4 Feel Good i el de Carol Tomlin a la comèdia dramàtica d'ITV The Trouble with Maggie Cole. També va interpretar l'entrenadora Singh a la sèrie de Netflix Heartstopper.

## Vida primerenca
Va néixer al nord-oest del districte londinenc de Brent. El 2004, es va graduar amb un Bachelor of Arts d'arts escèniques a la Mountview Academy of Theatre Arts.

## Filmografia
| Any  | Títol                        | Paper             | Notes                                    |
| ---- | ---------------------------- | ----------------- | ---------------------------------------- |
| 2004 | Doctors                      | Nita Parish       | Episodi Old Wounds                       |
| 2005 | New Tricks                   | Dipti Mayo        | Episodi Family Business                  |
| 2005 | The Worst Week of My Life    | Infermera Dar     | Episodi Friday                           |
| 2006 | Green Wing                   | Infermera         | Episodi 2.1                              |
| 2007 | Holby Blue                   | Amina Akram       | Episodi 1.6                              |
| 2010 | Identity                     | Doctora           | Episodi Second Life                      |
| 2011 | Casualty                     | Rani Murad        | Episodis Rogue i Keep on Running: Part 1 |
| 2011 | Black Mirror                 | Malaika           | Episodi The National Anthem              |
| 2012 | The Thick of It              | Jornalista        | Episodi 4.2                              |
| 2013 | Toast of London              | Kate Khan         | Episodi The End                          |
| 2014 | Line of Duty                 | New Jo            | Episodis 2.3 i 2.5                       |
| 2014 | The Wrong Mans               | Infermera Harmon  | Episodi Action Mans                      |
| 2014 | Doctors                      | Zainab Choudry    | Episodi Foreign Fields                   |
| 2015 | Count Arthur Strong          | Dona 3            | Episodi We're Listening                  |
| 2016 | The Aliens                   | Cap               |                                          |
| 2016 | Motherland                   | Mrs. Lawson       | Episodi pilot                            |
| 2016 | Holby City                   | Ravinda Srinaath  | Episodi The Kill List                    |
| 2017 | Doctors                      | Natalie Zafira    | Episodi Free Lunch                       |
| 2018 | The A List                   | Liana Blackwood   |                                          |
| 2018 | Hounslow Diaries             | Raheela           | Episodi pilot                            |
| 2019 | Cuckoo                       | Yusra Duncan      | Episodi Macbeth                          |
| 2019 | This Way Up                  | Seema             | Episodi 1.4                              |
| 2020 | Feel Good                    | Joyce             | 2 episodis                               |
| 2020 | The Trouble with Maggie Cole | Dra. Carol Tomlin |                                          |
| 2022 | Heartstopper                 | Entrenadora Singh |                                          |

## Teatre
| Any  | Títol                  | Paper    | Dramaturg           | Director      | Lloc                                    |
| ---- | ---------------------- | -------- | ------------------- | ------------- | --------------------------------------- |
| 2012 | Molt soroll per no res | Margaret | William Shakespeare | Iqbal Khan    | Courtyard Theatre (Stratford-upon-Avon) |
| 2017 | Of Kith and Kin        | Priya    | Chris Thompson      | Robert Hastie | Bush Theatre (Londres)                  |